# Méthode Borda
Pour les articles homonymes, voir Borda.
Pour un article plus général, voir Système électoral.
La méthode Borda est un système de vote pondéré. Ses premières utilisations sont très anciennes, puisqu'elle a été utilisée par le sénat romain jusqu'à l'an 105. Elle a été formalisée en 1770 par Jean-Charles de Borda, un contemporain de Condorcet. La méthode qu'il proposait était une alternative à la méthode Condorcet que Borda jugeait certes équitable mais difficile à mettre en œuvre. Une polémique a opposé ces deux hommes, chacun défendant sa méthode comme étant la plus équitable.
Elle est utilisée pour des élections à un siège ou plusieurs sièges. Ce système de vote est populaire aux États-Unis pour attribuer des prix sportifs. C'est par cette méthode que sont élus, entre autres, le meilleur joueur de la Ligue majeure de baseball et l'équipe championne de football américain collégial. Cette méthode est connue en Europe grâce au concours Eurovision de la chanson.
On retrouve ce système de vote pour les élections parlementaires à Nauru et uniquement pour désigner, au sein de la Maneaba ni Maungatabu (Parlement), les trois ou quatre candidats à la présidentielle des Kiribati.

## Procédures
On choisit un nombre n inférieur ou égal au nombre de candidats C. Chaque électeur construit alors une liste de n candidats par ordre de préférence. Au premier de la liste, on attribue n points, au second n - 1 points, et ainsi de suite, le n-ième de la liste se voyant attribuer 1 point. Le score d'un candidat est la somme de tous les points qui lui ont été attribués. Le ou les candidats dont les scores sont les plus élevés remportent les élections.
Ainsi le score du candidat {\displaystyle k} est {\displaystyle S_{k}=\sum _{i=1}^{n}b_{k,i}(n-i+1)} où {\displaystyle b_{k,i}} représente le nombre de fois où le candidat {\displaystyle k} est classé en position {\displaystyle i}.
Dans le cas où n = 1, on retrouve le système de scrutin majoritaire à un tour.
Dans le cas où C est très grand et où chacun peut arrêter sa liste où il veut, on retrouve le système de vote par approbation. En effet, pour C grand, les candidats que l'on a classés reçoivent sensiblement le même nombre de points tandis que les candidats non classés se voient attribuer zéro point. Exemple : si, dans une élection où C = n = 10, un électeur ne range que trois candidats, ils vont se voir attribuer les notes respectives de 10, 9 et 8 ou, en divisant les notes par 10, (c'est proportionnel), les notes de 1, 0,9 et 0,8, trois notes voisines de 1, tandis que les autres candidats obtiennent une note de 0.
Lorsque le système de vote oblige à ranger tous les candidats (n = C), on peut diminuer de 1 le nombre de points attribués à chacun : le premier de la liste obtient n - 1 points, le second n - 2 points et le dernier 0 point. Ainsi le score de chaque candidat est un nombre compris entre 0 et (n - 1)v où v est le nombre de suffrages exprimés.

## Un exemple
Imaginons que quatre villes soient sollicitées pour déterminer la ville où sera construit l'hôpital les concernant.
Imaginons d'autre part que la ville A regroupe 42 % des votants, la ville B 26 % des votants, la ville C 15 % des votants et la ville D 17 % des votants
Considérons que chaque habitant souhaite que l'hôpital soit le plus proche possible de sa ville. On obtient donc le classement suivant :
| Facteur         | Ville A (42 %)                  | Ville B (26 %)                  | Ville C (15 %)                  | Ville D (17 %)                  |
| --------------- | ------------------------------- | ------------------------------- | ------------------------------- | ------------------------------- |
| 4 × 3 × 2 × 1 × | Ville A Ville B Ville C Ville D | Ville B Ville C Ville D Ville A | Ville C Ville D Ville B Ville A | Ville D Ville C Ville B Ville A |

ce qui conduit au décompte de points suivant :
| Ville | 4 × | 3 ×     | 2 ×     | 1 ×          | Points                                  |
| ----- | --- | ------- | ------- | ------------ | --------------------------------------- |
| A     | 42  | 0       | 0       | 26 + 15 + 17 | 4 × 42 + 1 × (26 + 15 + 17) = 226       |
| B     | 26  | 42      | 15 + 17 | 0            | 4 × 26 + 3 × 42 + 2 × (15 + 17) = 294   |
| C     | 15  | 26 + 17 | 42      | 0            | 4 × 15 + 3 × (26 + 17) + 2 × 42 = 273   |
| D     | 17  | 15      | 26      | 42           | 4 × 17 + 3 × 15 + 2 × 26 + 1 × 42 = 207 |

Alors que la méthode de la majorité simple aurait conduit à construire l'hôpital dans la ville A, ici le choix se porte sur la ville B. Dans ce cas de figure, le choix coïncide avec celui trouvé en utilisant la méthode Condorcet mais ce n'est pas toujours le cas.

## Stratégies électorales éventuelles

### Chez les électeurs
La méthode Borda encourage les votes tactiques ou raisonnés. Les électeurs sont parfois amenés à abandonner leur candidat favori s'ils s'aperçoivent que celui-ci n'a aucune chance de l'emporter. Dans l'exemple précédent, les habitants des villes A et D sont incités au compromis car ils savent que leur ville ne recueille pas l'unanimité.
D'autre part, les électeurs peuvent aussi choisir de défavoriser un candidat en le plaçant dans un rang inférieur à leur préférence réelle. Dans l'exemple précédent, la ville C est un adversaire sérieux pour les villes A et B qui seront alors tentées de la disqualifier en la rangeant dans les dernières. La même stratégie s'applique pour les villes C et D concernant la ville B.
À l'extrême, certains électeurs peuvent être amenés à présenter une liste avec un unique candidat (si cela est autorisé), défavorisant ainsi tous les autres candidats qui recueillent 0 points. Ce pourrait être la tentation des votant de la ville A dans l'exemple précédent. Une parade existe cependant : Il suffit d'affecter au premier de la liste le nombre de points correspondant au nombre de candidats figurant sur le bulletin. Dans cette variante de la méthode Borda, la ville A n'a plus intérêt à présenter une liste à un nom, ne remportant qu'un point par bulletin le cas échéant.
Si le nombre de candidats est important, une stratégie pour éliminer un adversaire consiste à placer celui-ci loin derrière des candidats dont les chances d'être élu sont très faibles.

### Chez les candidats
Certains partis peuvent être amenés à multiplier les candidatures d'un même bord augmentant ainsi, par le jeu du classement, le nombre de points attribués à leur parti.

## Méthode Borda par éliminations
La méthode Borda classique ne respecte pas le critère de Condorcet. En effet il est possible qu'il existe un candidat qui gagne tous les duels contre les autres candidats mais qui ne soit pas élu selon la méthode Borda. En revanche, le gagnant d'une élection selon la méthode Borda ne peut pas être un perdant de Condorcet. Inversement, un perdant selon la méthode Borda ne peut pas être un gagnant de Condorcet. L'idée est donc d'éliminer successivement les perdants selon Borda, jusqu'à ce qu'il ne reste plus qu'un seul candidat déclaré vainqueur selon la méthode Borda par éliminations. Cette méthode a été proposée par Edward John Nanson au début du XXe siècle.
Exemple illustratif : on image que lors d'une élection à 4 candidats, le vote par classement a donné les résultats suivants
- B > A > C > D : 30 %
- B > A > D > C : 30 %
- A > C > D > B : 25 %
- A > D > C > B : 15 %

Le gagnant de Condorcet est B qui gagne tous ses duels.
Les scores de Borda sont
- pour A : 40 × 4 + 60 × 3 = 340
- pour B : 60 × 4 + 40 × 1 = 280
- pour C : 25 × 3 + 45 × 2 + 30 × 1 = 195
- pour D : 15 × 3 + 55 × 2 + 30 × 1 = 185

Le gagnant pour la méthode Borda classique est A.
Le premier perdant pour la méthode Borda par éliminations est D. Les scores de Borda deviennent alors
- pour A : 40 × 3 + 60 × 2 = 240
- pour B : 60 × 3 + 40 × 1 = 220
- pour C : 40 × 2 + 60 × 1 = 140

Le candidat C est éliminé et les scores de Borda deviennent
- pour A : 40 × 2 + 60 × 1 = 140
- pour B : 60 × 2 + 40 × 1 = 160

Le candidat A est éliminé et le gagnant est B, le même que le gagnant de Condorcet.
La méthode Borda par éliminations respecte le critère de Condorcet mais pas celui de monotonie : dans certaines élections, rétrograder un candidat perdant dans certains bulletins peut lui permettre de gagner.